# Indicator conirostris
Indicator conirostris là một loài chim trong họ Indicatoridae.